# Теодосий Икономов
Теодосий (Богдан) Сотиров Икономов е български възрожденски, просветен деец и писател. Работи като учител в Свищов (1862), Браила (1863) и Болград (от 1864), където е директор на гимназията „Св. св. Кирил и Методий“ през 1867 – 1869 г. Автор е на първата оригинална българска драматична творба „Ловчанският владика или беля на ловчанския сахатчия“. Пиесата, написана по реални събития, е критикувана от съвременниците и обявена за „порнографическа“ от някои изследователи.

## Биография
Роден е през 1836 г. в Свищов, където завършва основното си образование. Завършва гимназия в Киев и записва славянска филология, но не я завършва. През 1859 – 1861 г. се дипломира в Прага.
През 1861 г. е в Белград, където помага на Георги Раковски при издаването на „Дунавски лебед“. По това време пътува до Букурещ, където организира отпечатването и разпространението на брошурата на Раковски „Преселение в Русия или руската убийствена политика за българите“, подписана „Един българин“. Връща се в родния си град и учителства през 1862 г. През 1863 г. отива в Браила, а през 1864 г. окончателно се установява в Болград.
Умира на 26 февруари – според някои източници 1871, според други – 1872 г.

## Публицистична дейност
Като отделни брошури отпечатва „Надгробна реч, написана по случай смъртта на Димитър Ромов“ (Болград, 1863 г.) и „Слово, изречено в Болградската гимназия в деня на празнуването паметта на Св. св. Кирил и Методий“ (Болград, 1864 г.). Пише статии с учебно-образователна и историческа тематика. През 1868 г. издава в Болград списание „Общ труд“, в което публикува свои лекции и статии: „Епохата на Симеон Велики или златният век на България“, „За значението и важността на славенската катедра в Болград“, „Значението на Кирило-Методиевото дело“, превод на „За възпитанието“ от Белински и др.

## Творчество
Освен комедията „Ловчанският владика“ (написана през 1857 г. и издадена през 1863 г.), Теодосий Икономов написва и няколко патриотични стихотворения. Песента му „Де ѝ родът ми?“ (превод от чешки език на песента „Слепият гуслар“ на Й. К. Тил) получава широка популярност. Тя изпреварва сходните „Татковина“ на Петко Славейков и „Де е България“ на Иван Вазов. Алеко Константинов също се позовава на нея в „Бай Ганьо“ 

## Памет
На Теодосий Икономов е наречена улица в квартал „Драгалевци“ в София (Карта).